# Carton de pénalité

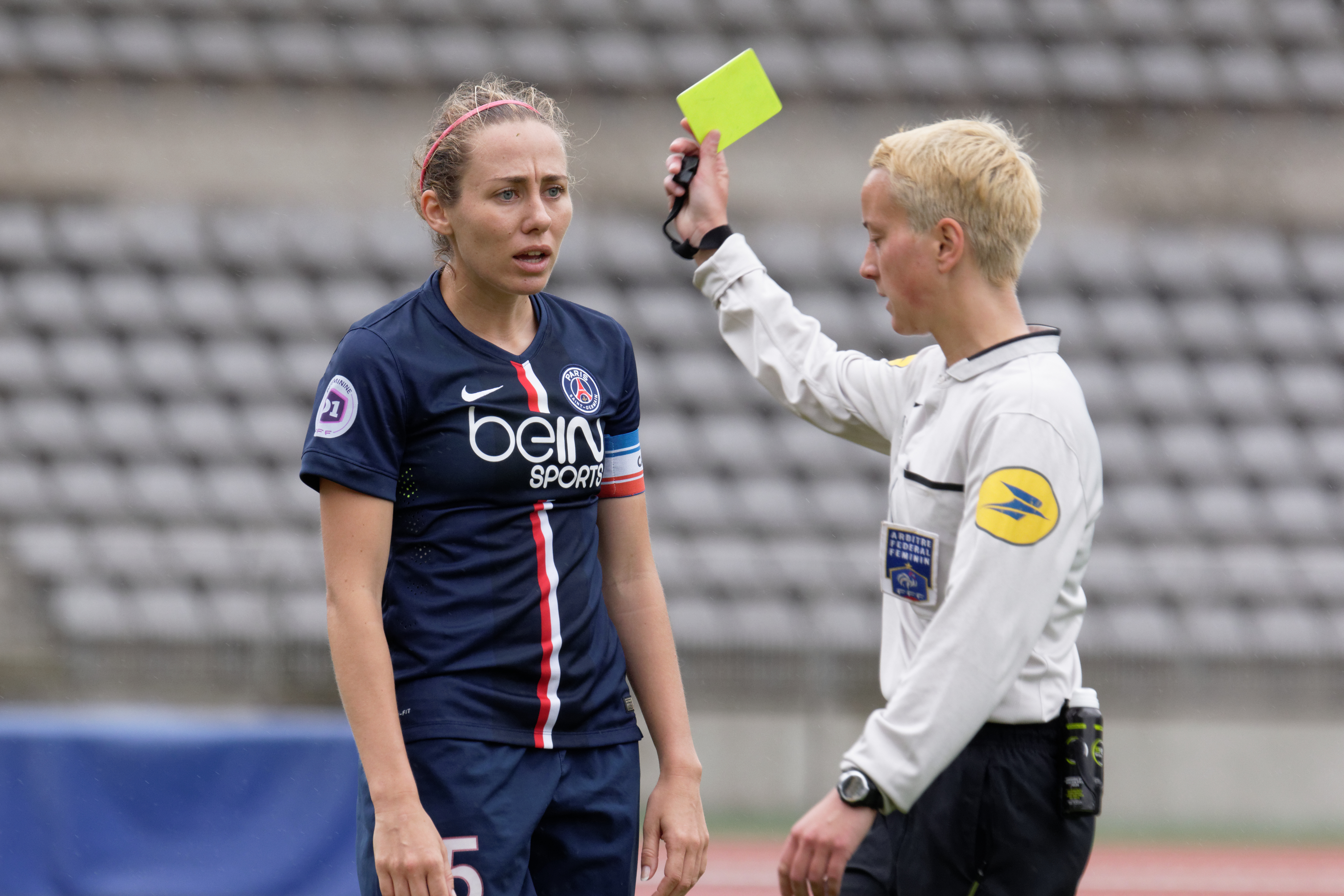
Aurore Vanstaevel donne un carton jaune à Sabrina Delannoy lors de PSG-Rodez le 3 mai 2015.

Les cartons de pénalité sont utilisés dans de nombreux sports pour avertir, réprimander ou pénaliser un joueur ou un officiel de l'équipe. Les cartons de pénalité sont le plus souvent utilisées par les arbitres pour indiquer qu'un joueur a commis une infraction. Il tient le carton au-dessus de sa tête tout en regardant ou en montrant le joueur qui a commis l'infraction.
La couleur ou la forme du carton utilisé par l'arbitre indique le type ou la gravité de l'infraction et le niveau de sanction à appliquer. Les cartons jaunes et rouges sont les plus courants, indiquant généralement respectivement les mises en garde et les exclusions mais il existe aussi des cartons noirs et verts.
En football un carton jaune est un avertissement. Au bout de 2 cartons un joueur est expulsé. Un carton rouge est synonyme d'expulsion.
En rugby la règle est semblable mais un carton jaune entraîne en plus une expulsion de 10 minutes.